# 浅田将明
浅田 将明 （あさだ まさあき）は、日本の作曲家、編曲家。

## 来歴
灘中学校・高等学校、京都大学総合人間学部卒業後、大阪スクールオブミュージック専門学校 (OSM) へ入学。
BoAのシングル「make a secret」で作曲家デビュー。
その後も、EXILE, 三代目J Soul Brothers, SMAP, PUFFYなどへの曲提供やアレンジを手掛ける。

## 主な提供曲、関連曲
AISHA
- 「I Wanna Rock You」（作曲・編曲）

TX「流派-R」2011/4月度エンディング・テーマ
- 「MaMa Never Told Me feat. RICHEE＆SIMON」（作曲・編曲）
- 「Fly」（作曲・編曲）
- 「Who's that girl?」（作曲・編曲）

アイドリング!!!
- 「オレオレGO!」（作曲・編曲）

アイドル妖怪カワユシ
- 「カワユシアラワル」（ヒャダインとの共編曲）

AZU
- 「Ring 〜M&M〜」（作曲・編曲）

新日本製薬ラフィネCMソング
- 「Woman」（作曲・編曲）

新日本製薬ラフィネCMソング
- 「HAPPILY EVER AFTER」（作曲・編曲）

TBS系テレビ「王様のブランチ」2010/2・3月度エンディングテーマ
- 「What Girls Want」（作曲・編曲）
- 「letter 〜大切なひとへ〜」（作曲・編曲）
- 「We LOVE」（作曲・編曲）
- 「Strawberry Pie」（作曲・編曲）
- 「たしかなこと」（編曲）
- 「Broken Heart」(Chorus Arrange)

日本テレビ系「ハッピーMusic」POWER PLAY 2011/1～2月
- 「Candy Boy feat.日之内エミ」（作曲・編曲）
- 「To You...」(Chorus Arrange)

日本テレビ系「フットンダ」2010/11月エンディングテーマ
- 「A.Z.U」（作曲・編曲）
- 「ミルク」（編曲）
- 「Heart Beat」（作曲・編曲）
- 「I like U」（作曲・編曲）
- 「Mr. Right」（作曲・編曲）
- 「Missing you...」（作曲・編曲）
- 「幸せになれる」（作曲・編曲）
- 「Be As One」（作曲・編曲）
- 「Promise」（作曲・編曲）
- 「I LOVE YOU TOO feat. MIKU a.k.a tomboy」（作曲・編曲）
- 「Hello」（編曲）
- 「XOXO」（作曲・編曲）
- 「I LOVE YOU」（作曲・編曲）
- 「LIAR’S GAME Co. JAZZY BLAZE」（作曲・編曲）
- 「THE WAY I AM Co. 蒼井そら」（作曲・編曲）
- 「Without U.... Co. urata naoya from AAA」（作曲・編曲）
- 「だいじなひと Co. BU-NI」(Chorus Arrange)
- 「Tonight’s The Night Co. DEPAPEPE」（作曲・編曲）
- 「Suga Suga Co. TAKANORI from LL BROTHERS」（作曲・編曲）
- 「HAVE FFUN!!! Co. YU-A」（作曲・編曲）
- 「YMD♡ Co. SEAMO」（作曲・編曲）
- 「smile in your face (BOOのカバー)」（編曲）

Appare!
- 「Appear on the stage」（編曲）

RSP
- 「The first star」（作曲・編曲）

市川愛
- 「Vibration」（編曲）
- 「真夜中のドア Stay with me」（編曲）

伊藤由奈
- 「Urban Mermaid」（編曲）

ユニリーバ・ジャパン「LUX Super Rich Shine」CMソング
- 「All want for Christmas is you（Mariah Careyのカバー）」（編曲）
- 「Power of love」（作曲・編曲）

宇佐見ヨーコ & ウサダ･レタス（CV：小宮有紗&鈴木達央）
- 「心配 ハニー♡バニー」（作曲・編曲）

ukka
- 「Killer Lips」(作曲・編曲)
- 「wonder little love」(作曲・編曲)

EXILE
- 「I Believe」（作曲・編曲）

エムティーアイ「music.jp」CMソング
東武鉄道「リライズガーデン西新井」CMソング
- 「空から落ちてくるJAZZ」（作曲・編曲）
- 「song for you」（編曲）
- 「Your Smile」（作曲・編曲）

TBS系『ニューイヤー駅伝2010』テーマソング
EXILE TAKAHIRO
- 「with...」（作曲・編曲）

- NTTコミュニケーションズ「050 plus」CMソング」

- 「I Believe（EXILEのカバー）」（作曲）

S★スパイシー
- 「DUST in STARDUST」（作曲・編曲）

Color
- 「Call My Name」（作曲・編曲）
- 「The Color Of Love（Boyz II Menのカバー）」（編曲）
- 「Can We Fall In Love feat. Boyz II Men」（作曲）
- 「ただ･･･逢いたくて - Slow Jam Mix -」（編曲）

K
- 「Sunshine」（編曲）

小林豊
- 「WHITE SNOW -ブッシュ・ド・ノエル-」（作曲・編曲）
- 「君と僕のバレンタイン」（作曲・編曲）
- 「君に贈るSpecial Cake」（作曲・編曲）

三代目J Soul Brothers
- 「Always」（作曲・編曲）
- 「Love changes everything」（作曲・編曲）

GENERATIONS from EXILE TRIBE
- 「I Believe（EXILEのカバー）」（作曲）

Juice=Juice
- 「生まれたてのBaby Love」（作曲）

JUNE
- 「Lately（Stevie Wonderのカバー）」（編曲）
- 「without」（編曲）

SEAMO & AZU
- 「DACARENA」（作曲・編曲）
- 「Anywhere Door」（作曲・編曲）
- 「I▽B」（作曲・編曲）
- 「Need U Now」（作曲・編曲）

GILLE
- 「HIKARI」（編曲）

東海テレビ・フジテレビ系全国ネット 昼ドラ「明日の光をつかめ -2013 夏-」主題歌
鈴木雅之
- 「Game Over」（作曲・編曲）

SMAP
- 「Silence」（編曲）

たこやきレインボー
- 「ほなまたね　サマー」（編曲）

玉置成実
- 「Friends!」（作曲・編曲）
ダリヤ『Palty』CMソング
- 「MAGIC」（編曲）
- 「ゼロの空」（作曲・編曲）

つぼみ大革命
- 「Jelly Beans」（作曲・編曲）

フジテレビ系「火曜は全力!華大さんと千鳥くん」2022年2-4月度 エンディングテーマ
DEEP
- 「Heal The World」（Michael Jacksonのカバー）（編曲）
- 「サヨナラ」（作曲・編曲）
- 「Everything」（MISIAのカバー）（編曲）

Dream
- 「Dear my friend」（作曲・編曲）

中村舞子
- 「ふれて未来を（スキマスイッチのカバー）」（編曲）

はちみつロケット
- 「おかしなわたしとはちみつのきみ」（編曲）

PUFFY
- 「Wake up, Make up with ANI･Bose（スチャダラパー）」（作曲）

パンクブーブー
- 「恋のパンクブーブー」（作曲・編曲）

Beverly
- 「Sing my soul」（作曲・編曲）
- 「Xmas with you」（編曲）
- 「All I Want」（作曲・編曲）
アパマンショップCMソング
- 「Higher Ground」（作曲・編曲）

FANTASTICS from EXILE TRIBE
- 「Play Back」(共作曲/編曲)

Full Of Harmony
- 「FLAVA」（作曲）

BoA
- 「make a secret」（作曲）

コーセー「FASIO」CMソング
- 「SO REAL」（作曲・編曲）

東芝携帯電話「W52T (au)」TVCMソング
- 「Bad Drive」（作曲・編曲）

日本テレビ系 海外ドラマ『スーパーナチュラル』テーマソング
- 「Joyful Smile」（作曲・編曲）
- 「make a secret - The Greatest Ver.」（作曲）

Boys Republic
- 「One-Sided Love」（作曲・編曲）
- 「Happy Face」（作曲・編曲）
- 「Sleep 〜 チョットTime! Baby」（作曲・編曲）
- 「流れる星に花束を」（編曲）

HOME MADE 家族
- 「N.A.M.A.」（作曲・編曲）
- 「Syncopation」（作曲・編曲）
- 「N.A.M.A. feat. SEAMO」（作曲・編曲）
- 「N.A.M.A. Remix feat.ノリ・ダ・ファンキーシビレサス&ヤス一番? from nobodyknows+」（作曲・編曲）
- 「N.A.M.A. Remix feat. AK-69」（作曲・編曲）
- 「You're The B.E.S.T.」（作曲・編曲）

三田友梨佳
- 「恋のミタパン」（作曲・編曲）

宮脇詩音
- 「STORY」（編曲）

Lisa Halim
- 「Tomorrow」（編曲）
- 「星になれたら」（編曲）

RYUCHELL
- 「LINK」（編曲）
- 「Diversity Guys!」（編曲）
- 「今すぐKiss Me」（編曲）
- 「SUPER CANDY BOY」（編曲）
- 「You are my Love」（編曲）

## リンク
- Masaaki Asada (SMDISKaaaaaa) - Facebook
- 株式会社ファイブエイス